# Organizacijska transakcijska analiza
Transakcijska analiza (TA) je teorija osebnosti in sistemska psihoterapija za osebnostno rast in osebnostno spremembo. Kot psihološka in socialna teorija predstavlja celovit znanstveno-humanistični pristop. Njen utemeljitelj je ameriški psihiater Eric Berne.

## Ego stanja
Temeljni koncept v TA so ego stanja, ki oblikujejo našo osebnost. Ločimo tri ego stanja – Starš, Odrasli in Otrok. 
Ego stanje starša predstavljajo misli, čustva in vedenje, ki so naučena oz. prevzeta od staršev/skrbnikov v obdobju otroštva. Ločimo Negujočega starša in Kritičnega starša. Negujoči starš izraža toplino in podporo, vendar je lahko negativen, če je preveč permisiven in zaščitniški, saj otroku sporoča, da sam ni sposoben nič narediti. Kritični starš uporablja kritiko in nadzor, in je negativen , če sporoča otroku, da je nekaj z njim narobe, lahko pa je tudi pozitiven, če postavlja meje na ustrezen način. 
Odrasli je tisti del jaza, ki je sposoben objektivnega presojanja realnosti in informacij iz okolja. 
Otrok  pa označuje misli, čustva in vedenja, ki so bila značilna za nas v obdobju otroštva. Izkušnje, ki smo jih doživeli v otroštvu se občasno kažejo tudi v odraslem obdobju. Stanje otroka lahko nadaljnje delimo na stanje Svobodnega otroka in stanje Prilagodljivega otroka. Svobodni otrok je povezan z občutkom, spontanostjo in svobodo in je lahko negativen, če ne zna nazdorovati svojih impulzov spontanosti, ki so neprimerni situaciji. Prilagojen otrok je tisti, ki je prilagojen nekim standardom edenja že od otroštva naprej in je prav tako lahko negativen, če je tako zelo prilagojen, da več ne loči, kaj je njeno mnenje in mnenje drugih ljudi temveč jim v vsem ustreže. 

### Ego stanja uspešnega vodje
Znotraj zelo hierarhično strukturiranih organizacij je pogost vzorec ego stanj tak, da vodja uporablja Ego stanje Nadzorujočega starša, podrejeni pa Prilagojenega otroka. Take vrste vodij delavcem običajno ukazujejo, podrejeni pa jih ubogajo. Ključni pogoj, da je vodja uspešen je, da uporablja različna ego stanja v različnih situacijah. Ego stanje odraslega je učinkovito takrat, ko v organizaciji nastopijo težave, Svobodnega otroka pa takrat, ko je potrebno nekaj ustvarjalnosti in sproščenega vzdušja v skupini. Vodja, ki je redko v stanju Svobodnega otroka, bo z vidika zaposlenih deloval, kot da ni sposoben čustvovanja in humorja, zato taki posamezniki težje motivirajo in navdušijo svoje podrejene za delo. 
Če pojasnimo na primeru vodenja sestanka: v ego stanju Nadzorujočega jaza bi vodja zelo natančno strukturiral sestanek in njegov potek, nadzoroval bi prekinitve, lahko bi se obnašal oblastno in vztrajal pri svojih pogledih. V ego stanju Negujočega starša bi poskrbel, da vsi prisotni izrazijo svoje mnenje, pomirjal bi napetosti in želel poskrbeti za vse navzoče. V ego stanju Odraslega bi dajal pobudo za reševanje problemov ter iskal kompromise. V egu stanju Svobodnega otroka bi vnašal elemente humorja, spodbujal in motiviral navzoče, če pa je izraženost stanja ekstremna, lahko vodi do pripovedovanja neprimernih šal ali vnašanja osebnih problemov. V ego stanju Prilagojenega otroka bi vodja po eni strani lahko kazal vljudnost in spoštovanje do zaposlenih, po drugi strani pa bi se lahko izogibal vodenju in čakal, da drugi začnejo spraševati. 

### Analiza ego stanj v organizacijskem kontekstu
Matthews (2011) znotraj vsakega od ego stanj navaja še šest komponent pri analizi vedenja vodij.
Komponente pri ego stanju Starša:
- starš, ki je osredotočen na avtoriteto: Vodje izražajo svojo avtoriteto na očitne in manj očitne načine, z namenom vplivati na podrejene. V njihovem mišljenju in vedenju prevladuje ideja avtoritete. Podrejeni morajo delati po njihovih navodilih in ukazih.  
- kooperativni in negujoč: Sodelovanje s sodelavci, podpiranje sodelavcev, cilj je gladko funkcioniranje organizacije in vseh sodelujočih. Vodja bi podrejene spodbujal, da se naloge lotijo skupaj. 
- konzervativni: Vodje se pri svojem upravljanju držijo tradicionalnih in konvencionalnih načinov, ne upajo si preizkusiti česa novega in nasprotujejo spremembam. 
- liberalni: Nasprotje konzervativnemu, saj spodbuja spremembe in razvoj. Vodja v tem stanju sprejema nove ideje in se jih trudi izpeljati do konca, kljub oviram. 
- sumničav in dvomljiv: Mišljenje je preobremenjeno z občutkom dvoma in odlašanjem, kar onemogoča posamezniku, da bi dokončal projekt ali dosegel zadani cilj ter močno ovira kakršenkoli napredek. 
- zaupljiv: Gre za stanje tolerance, potrpežljivosti, rezilientnosti in samozavestnosti. Posameznik je željan uspeti in to se kaže vsakodnevno v njegovih značilnostih. Vedno ima realističen pogled na možnosti in sredstva, ki so mu na razpolago ter pri premagovanju ovir uporablja to, kar ima na voljo. 

Komponente pri ego stanju Odraslega:
- analitični: Posameznik kaže veliko razmišljanja in komponentnega analiziranja, ki zahteva višjo stopnjo procesiranja informacij. Sprejema in išče veliko količino informacij iz delovnega okolja, da bi bil čim bolj produktiven. Npr. ko dobi neko novo ponudbo, jo zelo temeljito in podrobno preuči.  
- koordinirani in organizirani: Vodja se loti dela na hiter, a kontroliran način, ki zagotavlja velik dobiček organizaciji. Tako vedenje se izraža v prepoznavanju in reševanju problemov, dodeljevanju sredstev in obravnavanju zaposlenih ter je odraz močnega in čvrstega ego stanja.  
- holistično naravnani: Posameznikovo široko fokusiranje in inkluzivno mišljenje mu omogočata, da ima zmeraj široko sliko o dogajanju v organizaciji. Vidi tudi višje cilje in poslanstvo organizacije ter je sposoben obravnavati mikro procese v okviru delovanja celotne organizacije. Tak posameznik je sposoben izluščiti bistvene aktivnosti in izključiti nebistvene. 
- ne-analitičen: Posameznik aktivno ne procesira informacij in ne sodeluje, temveč je pasiven in nekritično prevzema ideje drugih. Pri upravljanju ravna nespametno in nelogično. Sledi nekemu neprimernemu vzorcu mišljenja, ki izvira iz negativnega mišljenja.  
- neorganizirani: Posameznik ne organizira svojih misli ali načrtuje svojih vedenj na sistematičen način. Pri vzpostavljanju dogovorov je breznačrten, kar se kaže tudi v njegovih aktivnostih. Tako funkcioniranje lahko izvira iz otroških izkušenj nebogljenosti in nerodnega okolja.
- ozkogledi: Posameznik ni zmožen videti celotne slike, poleg tega pa ne kaže nobene fleksibilnosti v mišljenju. Ni sposoben uporabljati konceptov, ki bi bili uporabni v širšem smislu, npr. ne vidi nobene koristi v uporabi programa, ne samo v organizaciji ampak tudi v nobeni drugi situaciji. 

Komponente pri ego stanju Otroka:
- vedri: To ego stanje se izraža v veselih in prijateljskih situacijah skupinskega dela in sodelovanja. Kaže interes za sodelovanje v vedrih, sproščenih situacijah in za skupno preživljanje prostega časa. Prepoznamo ga lahko po silnem veselju in smehu. 
- pustolovski: Posameznik je v upravljanju inovativen, pripravljen tvegati in je usmerjen na doseganje ciljev. Hitro se prilagodi na spremembe in je velikokrat pripravljen narediti svari na nov način, ubrati novo pot ter s tem predstavlja model drugim zasposlenim. 
- socialno naravnani: Posameznik išče družbo in skuša vzpostaviti široko socialno mrežo v delovnem okolju. Cilje si zastavlja in jih dosega v sodelovanju z drugimi,  
- osamljeni: Posameznik je odsoten in nezainteresiran. Tako ego stanje vodi v malo interakcij z drugimi in velikokrat v neprijateljske odnose s sodelavci in podrejenimi. Z nenehnim vzdrževanjem distance doseže, da najpogosteje opravlja samo naloge, ki jih lahko rešuje sam. 
- len: Zavrača in se izogiba raznim zadolžitvam ter ne izvršuje delovnih nalog. V tem ego stanju si posameznik izmišlja raznorazne načrte, kako se izogniti delu, da bi se izognil ‘bolečini’ pri delu. V TA je tako ego stanje posledica nenehnega zavračanja in nesodelovanja v otroštvu.  
- pritožujoč: Za to stanje je značilno pogosto pritoževanje posameznika. Gre za kompulziven vzorec izražanja pritožb glede drugih zaposlenih, sodelavcev, nadrejenih in organizacije nasploh. Posameznik na ta način skuša olajšati svoje negotovosti in nezadovoljstva, ki izhajajo iz otroštva, v katerem ni bil deležen zadovoljitev svojih želja in potreb. 
Posameznik pa nikoli ne manifestira samo enega ego stanja ali ene komponente. Kompleksne organizacijske situacije pogosto zahtevajo izražanje vseh treh ego stanj/njihovih komponent. Posameznik lahko vedenjsko izraža svoje misli, motivacijo in čustva skozi kombinacijo katerihkoli treh komponent Starša, Odraslega in Otroka. 

## Transakcije
Transakcija je enota socialnega druženja in pomeni izmenjavo nekega sporočila. Sestoji iz transakcijskega stimulusa in odgovora (Berne, 1964). Analiza transakcij je analiza tega, kar se v nekem trenutku dogaja med dvema osebama, pri čemer nas zanima predvsem, iz katerega ego stanja je bilo sporočilo poslano in iz katerega ego stanja smo dobili odgovor. 
Komplementarne transakcije so tiste, pri katerih dobimo odgovor iz tistega ego stanja, kamor smo sporočilo poslali. Primer take transakcije je Odrasli – Odrasli in Starš – Otrok. 
Če vodja nadere svojega podrejenega, ker zamuja (ego stanje Nadzorujočega starša), ta pa se začne opravičevati in reče, da se ne bo več ponovilo (ego stanje Prilagojenega otroka), bo transakcija komplementarna, ker bo potekala brez prekinitev in ne bo prišlo do zastoja. 
Križne transakcije so tiste, kjer dobimo odgovor iz nekega drugega ego stanja kot smo pričakovali; torej ne iz tistega, kamor smo poslali naše sporočilo. Pri teh transakcijah pride do prekinitve. Primera takih transakcij sta Odrasel – Otrok in Odrasel – Starš.
Če vodja vpraša podrejenega, do kdaj bo lahko oddal poročilo, pošlje to sporočilo iz ego stanja Odraslega in tudi pričakuje odgovor iz Odraslega. Podrejeni se popolnoma razburi “Zakaj sem vedno vsega jaz kriv, zmeraj se spravljate name.” Njegov odgovor je prišel iz ego stanja Otroka in ne iz Odraslega, kot je bilo pričakovano. 
Pri analizi transakcij pa je pomembno, da se ne osredotočimo samo na socialno transakcijo, ampak tudi na psihološko sporočilo v ozadju, saj se lahko zgodi, da se posameznikovo ego stanje ne sklada z njegovim vedenjem. Tako poznamo tudi prikrite transakcije, pri katerih se na socialni ravni dogaja nekaj povsem drugega kot na psihološki ravni. 
Če vodja podrejenega vpraša, ali bo poročilo pravočasno pripravljeno, iz tona glasu in telesne govorice pa je zaznati njegovo prepričanje, da bo podrejeni spet zamujal, je transakcija prikrita. Zgleda, kot da se pogovarjata dva Odrasla, na psihološki ravni pa je sporočilo poslano iz ego stanja Starša in je namenjeno Otroku. 

### Analiza transakcij v organizacijah
Mathews (2011) loči produktivne in neproduktivne transakcije. Produktivne so tiste, v katerih posameznik ali skupina pošilja sporočila iz produktivnega ego stanja, kar jim omogoča napredno ravnanje, nasprotno pa pošiljanje neproduktivnih sporočil povzroča nazadovalno vednje. Ker je transakcija dvosmerni proces, dobimo štiri kombinacije:
- Produktivna + + transakcija (oseba A komunicira iz produktivnega ego stanja, njeno sporočilo pa je poslano produktivnemu ego stanju osebe B, in ta iz tega stanja tudi odgovori)

- Produktivna + - transakcija (oseba A komunicira iz produktivnega ego stanja, sporočilo pa je namenjeno produktivnemu ego stanju osebe B, vendar ta odgovori iz nepričakovanega neproduktivnega stanja)

- Neproduktivna - -  transakcija (oseba A komunicira iz neproduktivnega ego stanja, sporočilo je namenjenu neproduktivnemu ego stanju osebe B in ta odgovori iz pričakovanega ego stanja)

- Nepreoduktivna - + transakcija  (oseba A komunicira iz neproduktivnega ego stanja, sporočilo pa je namenjeno prav tako neproduktivnemu stanju osebe B, vendar ta odgovori iz nepričakovanega produktivnega stanja) [3]

## Življenjska zgodba (skripti) in shematska analiza
Scenarij je nezavedni življenjski načrt, ki nastane na podlagi preživetvenih reakcij, odločitev in introjekcij v otroštvu. Scenarij omejuje spontanost in fleksibilnost pri reševanju problemov in odnosih z ljudmi. Oblikuje se v otroštvu na podlagi izkušenj z drugimi osebami. Pri tem imajo pomembno vlogo starši in skrbniki, ki nudijo otroku informacije na verbalni in neverbalni ravni. Te informacije nam pomagajo pri osmišljanju sveta in oblikovanju mnenja o nas, o drugih ter svetu na splošno. Kasneje v življenju se posamezniki opremo n ate informacije pri interpretaciji situacij in sprejemanju odločitev.
Kasneje v življenju dobivamo informacije tudi od drugih pomembnih oseb (vrstniki, učitelji, sodelavci) in vsaka od teh oseb vpliva na to, kakšno mnenje si oblikujemo o sebi in kako se dojemamo v različnih situacijah. Skripti,ki pomembno vplivajo na delovanje v organizacijah, so npr. ‘nikoli ne bodi vodja’, ‘ne komuniciraj v skupini’, ‘ne trudi se za delo’ ipd. Taki skripti se oblikujejo na podlagi sporočil, ki so bila posameznikom podana v otroštvu s strani staršev ali skrbnikov. 
Shema je pojem, povezan s skriptom. Gre za sklop prepričanj o sebi, ki se posplošijo in oblikujejo na podlagi različnih situacij in nam pomagajo pri interpretaciji dogodkov, situacij in drugih pomembnih dražljajev v okolju. Na ravni organizacije to pomeni, da si posamezniki dogodke interpretirajo na podoben ali popolnoma drugačen način kot zahteva situacija. Nekatere izmed pomembnih organizacijskih shem so npr. shema kvalitete napredka, tehnoloških napredkov, komunikacijska shema, shema sprejemanja odločitev ipd. 

## Življenjske pozicije
Življenjske pozicije ali ‘okna v svet’ so prepričanja o sebi in drugih, skozi katera gledamo na svet. Iz vsake pozicije vidimo svet na drugačen način. Življenjska pozicija ni statična, ampak jo moramo razumeti kot nekaj dinamičnega. Ko posameznik zavzame določeno pozicijo, s tem vpliva na celotno delovanje v organizaciji in na pozicijo organizacije same. Osnovne življenjske pozicije so štiri, določene pa so na podlagi dveh dimenzij: ‘jaz’ dimenzija, ki je lahko pozitivna ali negativna, ter ‘ti’ dimenzija, ki je prav tako lahko pozitivna ali negativna. 
- Jaz sem v redu, ti si v redu. 
- Jaz sem v redu, ti nisi v redu. 
- Jaz nisem v redu, ti si v redu.  
- Jaz nisem v redu, ti nisi v redu.    
Prevladujoča življenjska pozicija v življenju večine je ‘Jaz sem v redu, ti si v redu’ in prispeva k oblikovanju zdravega življenjskega skripta. Ta pozicija je zato v organizacijah tudi najbolj zaželena. Posameznik, ki zavzame to pozicijo, gleda na organizacijske dejavnosti pozitivno in jih tudi intepretira na pozitiven način. S tem sodelavcem sporoča, da pozitivno vplivajo na napredek in razvoj organizacije.  Taka pozicija je pogosta pri posameznikih, ki so imeli prijetno in prilagojeno otroštvo, z ustrezno postavljenimi zahtevami in mejami. Taki posamezniki v organizaciji izražajo željo po sodelovanju, gradnji teama, skušajo sprejemati sporazumne odločitve ter radi sodelujejo v skupnih aktivnostih.
Posamezniki, ki zavzamejo pozicijo ‘Jaz sem v redu, ti nisi v redu’, gledajo na svoje sodelavce izrazito negativno in jih zaradi tega tudi izključujejo iz svojih aktivnosti.  O sebi imajo dobro mnenje, medtem ko imajo o drugih glede istih stvari in področij negativno mnenje. Taki posamezniki se velikokrat obnašajo kot vodje , saj se distancirajo od ostalih, jih zavračajo in se jim izogibajo, ampak ravno zaradi zavračanja sodelovanja z drugimi pogosto ne dosežejo končnih ciljev.
Posamezniki z ‘Jaz nisem v redu, ti si vredu’ pozicijo so pogosto izključeni iz organizacijskih aktivnosti. Ker imajo o sebi negativno mnenje in nizko samopodobo, se nadrejenim predstavijo v slabši luči, in jih ti zato velikokrat dojemajo kot manj sposobne, kot v resnici so, ter jih zato ne vključujejo v običajne aktivnosti. Posledično se takim posameznikom potrdi njihovo slabo mnenje o sebi in se jim samopodoba še slabša, zato je zelo težko zapustiti to življenjsko pozicijo, ko enkrat postane bolj kompleksna.
Pozicija ‘Jaz nisem v redu, ti nisi v redu’ destruktivno vpliva na vse posameznike, ki so v organizaciji. Posamezniki s tako pozicijo v organizaciji širijo nasilje in uničujejo skupne načrte. Velikokrat očitno ali manj očitno spodkopavajo organizacijske načrte, tak odnos z drugimi pa njih same vodi v bedo in anksioznost. 
V organizacijskem kontekstu se te pozicije lahko pojavljajo tudi na ravni skupine ali na ravni celotne organizacije. Tako lahko spremljamo odnose med posameznikom in skupino (npr. ‘Jaz sem v redu, vi ste v redu’), odnose med skupinami (npr. ‘Mi smo v redu, vi ste v redu’), odnose med skupino in organizacijo (npr. ‘Mi kot skupina smo v redu, vi kot skupina ste v redu’) in odnose znotraj med organizacijami (npr. ‘Mi kot organizacija smo v redu, vi kot druga organizacija ste v redu’). 

## Psihološke igre
Igre so serija komplementarnih prikritih transakcij, ki vodijo k jasno določenemu in predvidenemu cilju. Značilnosti iger so ponavljanje, napovedljivost, obrat in negativno izplačilo ter so nezavedne. V psihološko igro so vključene tri osebe – žrtev, preganjalec in rešitelj. Osebe si te tri vloge med seboj izmenjujejo.
Posamezniki igrajo igre z različnih življenjskih situacijah, tudi v organizacijah. Najpogostejše igre, ki jih igrajo vodje/zaposleni : 
Rekel sem ti
To igro igrajo vodje, kadar nek zastavljen cilj ni dosežen ali dejavnost ni opravljena tako, kot bi morala biti. Če sledimo dinamiki izvajanja aktivnosti od začetka do konca, lahko opazimo, da ta posameznik bolj ali manj opazno cel čas beži od aktivnosti, in v trenutku, ko naloga propade, skuša na vsak način najti izgovore in argumente, zakaj se je to zgodilo, čeprav ti najpogosteje nimajo realne podlage. To igro igrajo vodje, ki imajo močne občutke nezadostnosti in manjvrednosti.
Odlaševalec
Odlaševalski vodja je tisti, ki odlaša z odločitvami, načrti ali drugimi aktivnostmi, ki bi morale biti nujno izvršene. Zaradi tega ne izstopajo po svojih dosežkih ali rezultatih. Taki posamezniki imajo pomanjkanje zaupanja vase, niso prepričani sami vase in lahko doživljajo močne občutke tesnobe.
Dobri vodja
V tej igri je vodja pretirano prijazen, zaskrbljen in zainteresiran za življenje in delo njegovih sodelavcev, še posebej tistih, s katerimi preživi veliko časa pri opravljanju določene organizacijske naloge. Tak posameznik na prvi pogled deluje kot zelo prijazen in dober, v resnici pa ne prenaša kritik s strani drugih. Tudi sam drugim nikoli ne nasprotuje in je pretirano uslužen. Na vsak način se skuša izogniti soočenju z jezo ali nezadovoljstvom drugih. Ustvarja videz, da je zmeraj vse v redu, medtem ko je sam nesamozavesten kar se tiče njegovega življenja in dela.
Jezen in napet mož
Za razliko od dobrega vodje, v tej igri posameznik nenehno kaže znake jeze, nezadovoljstva in napetosti. Sodelavci se takemu vodji težko približajo zaradi njegovega jeznega in napetega vedenja. Posamezik se izogiba soočanju z resnimi in dobrohotnimi drugimi, ki bi lahko ogrozili njegov položaj in moč. S svojim obnašanjem vzdržuje nenehno distanco do sodelavcev in konstruira svoj negativni svet, v katerem mu nihče ne more do živega. 
Zaposleni vodja
Zaposleni vodja nikoli ne najde časa za druge ali za opravljanje pomembnih nalog, ampak je vedno zaposlen z nerelevantnimi in nepomembnimi stvarmi, ki za organizacijo ne prinašajo željenega izida. To igro igra, da bi prikril občutek nekompetentnosti in strah pred neuspehom. S tem ko igra zaposlenega vodjo, daje drugim občutek, da efektivno preživlja delovni čas, v resnici pa ne doseže nobenega pravega rezultata. Vedno znova se zamoti z nepomembnimi stvarmi, kar mu onemogoča, da bi deloval produktivno.
Vodja deloholik
Vodja deloholik je suženj delu in nenehno opravlja in ponavlja iste ali različne naloge, tudi ko to ni potrebno. Dela lahko tudi po 15 do 17 ur na dan, dokler ni popolnoma izčrpan, čeprav na koncu ne doseže ničesar pomembnega.  Njegovo pretirano delo se ne pokaže v nobenih konkretnih rezultatih. Lahko deluje kompulzivno ter znova in znova pregleduje ene in iste datoteke ali gre večkrat skozi že dokončane načrte dela, kar izraža njegovo fiksacijo in težnjo k rigidnosti. Nagrada, ki jo posameznik doseže z igranjem te igre, je mnenje drugih, da je inteligenten in predan.